# Paradiž, Cirkulane
Paradiž je naselje v Občini Cirkulane.